# 山村美紗サスペンス (土曜ワイド劇場)
『山村美紗サスペンス』（やまむらみさサスペンス）は、1979年から2006年までテレビ朝日系「土曜ワイド劇場」で放送された、山村美紗の小説を原作にした単発テレビドラマ。全27回。
テレビ朝日系で放送された山村美紗原作のシリーズ作品についてはそれぞれの項目を参照。
京都殺人案内（1979年 - 2010年）
放送枠：土曜ワイド劇場（第1作 - 第32作、第2作以降は和久峻三原作）
町村佐知子シリーズ（1988年 - 1991年）
放送枠：土曜ワイド劇場（第1作 - 第4作）
推理小説作家・沢木麻沙子（1992年 - 1995年）
放送枠：土曜ワイド劇場（第1作 - 第4作）
花の京都・美人姉妹の推理（1997年 - 1999年）
放送枠：土曜ワイド劇場（第1作 - 第3作）
京都お見合いツアー殺人事件（1997年・1998年）
放送枠：土曜ワイド劇場（第1作・第2作）
狩矢父娘シリーズ（2000年 - 2020年）
放送枠：土曜ワイド劇場（第1作 - 第17作） → ミステリースペシャル（第18作） → 日曜ワイド（第19作） → 日曜プライム（第20作）

## マラッカの海に消えた

### キャスト（マラッカの海に消えた）
- 田中亜木子（一郎の妻） - 三田佳子
- 岩根（一郎の部下） - 三ツ木清隆
- 南部敦（石油掘削調査会社社長） - 根上淳
- 白石（刑事） - 織本順吉
- 署長 - 佐藤英夫
- 沢田（刑事） - 尾藤イサオ
- チェン（ガイド） - 福井友信
- ミエコ（亜木子の友人） - 原良子
- 大岡伸之（石油掘削調査会社専務） - 高橋昌也
- 和田 - 刀原章光
- 磯村 - 鶴岡修
- 田中一郎（石油掘削調査会社社員） - 横内正
- 三上剛、高山彰、伊藤紘、山田禅二、岸野一彦、中川明、倉石一旺、由村一郎、吉田太門、萩原賢三、世古良博、南美由紀、高橋かおる、草場裕子

### スタッフ（マラッカの海に消えた）
- 原作 - 山村美紗『マラッカの海に消えた』
- 脚本 - 長野洋
- 監督 - 山本邦彦
- 音楽 - 池辺晋一郎
- 制作 - 朝日放送、大映テレビ

## 黒の環状線

### キャスト（黒の環状線）
- 日野千沙子（京南大学医学部付属病院調剤室勤務） - 安奈淳
- 日野夏彦（千沙子の夫・京南大学講師） - 大出俊
- 大門明（選挙戦候補者） - 中尾彬
- 霧生亜紀（作詞家） - 中山麻理
- 藤堂正義（京南大学教授） - 加藤和夫
- 「奈る駒」主人 - 南利明
- 刑事 - 高品格、村嶋修、弘松三郎
- 林真帆子（作詞家・クラブ「ばんく」ママ） - 奈美悦子
- 刑事課長 - 土屋嘉男
- 朝吹淳（作曲家・真帆子の愛人） - 鹿内孝
- 高木（京南大学助教授） - 西田健
- 水沼（京橋警察署刑事） - 守屋俊志
- 京橋警察署刑事 - 佐野守
- 住職 - 福原秀雄
- 京南大学事務長 - 勝田久
- 管理人 - 高杉哲平
- 黒川政之助（衆議院議員） - 山本武
- 日野千沙子の同僚 - 五十嵐五十鈴
- 泉田五郎（桜町警察署刑事） - 中山仁
- 大後守、野崎あけみ、麻美あい、篠崎彩、篠崎薫、森篤夫、小池幸次、林弘達、菅原顕一、小松規子

### スタッフ（黒の環状線）
- 原作 - 山村美紗『黒の環状線』
- 脚本 - 長野洋
- 監督 - 土井茂
- 音楽 - 小川寛興
- プロデューサー - 野木小四郎、辰己禎男
- 制作 - 朝日放送、大映テレビ

## 映画村殺人事件

### キャスト（映画村殺人事件）
- 仲本文徳（東映太秦撮影所のチーフ助手） - 田村正和
- 島村由美子（島村の養女） - 夏純子
- 島村誠志郎（東映太秦撮影所のカメラマン） - 西村晃
- 河野欽三（セールスマン） - 成田三樹夫
- 梓しのぶ（女優） - 金沢碧
- 小道具係 - 火野正平
- 刑事 - 岩尾正隆、宮城幸生、妹尾和夫
- 助監督 - 高月忠
- 河野の情婦 - 橘麻紀
- 咲子（誠志郎の愛人） - 三島ゆり子
- 撮影所仲間 - 林家珍平
- 料理人 - 広瀬義宣
- 映画監督 - 中村錦司、大月正太郎
- 俳優・片山高太郎 - 白井滋郎
- プロデューサー・瀬戸山恒夫 - 波多野博
- 松方弘樹 - 本人（ノンクレジット）
- 北村英三、大木晤郎、司裕介、志茂山高也、都はるか、千草美年子、扇町陽子、進藤盛裕、小田正作、疋田泰盛、森源太郎、細川純一、泉好太郎、那須伸太朗、富永佳代子、桂登志子、石屋智子、矢野幸男、鳥井敏彦、木下通博、タンクロー、山田良樹（ノンクレジット）

### スタッフ（映画村殺人事件）
- 原作 - 山村美紗『京都映画村殺人事件』
- 脚本 - 中島貞夫、関本郁夫
- 監督 - 中島貞夫
- 音楽 - 大野正雄
- プロデューサー - 三村敬三、篠塚正秀、仲川利久
- 制作 - 朝日放送、東映

## 燃えた花嫁（1983年）

### キャスト（燃えた花嫁・1983年）
- 浜口一郎（佐知子の恋人・大学助教授） - 田村正和
- 町村佐知子（雑誌「ラ・パンテール」記者） - 藤吉久美子
- 大西進一郎（「東和化成」販売部長） - 平松慎吾
- 多岐村みどり（タレント） - 山村紅葉
- 水木理沙（モデル） - 松岡ふたみ
- 島田カオリ - 三上あい
- 北條冬彦（みどりの婚約者・実業家） - 野上祐二
- 橋口刑事（京都烏丸署刑事・狩矢の部下） - 小宮健吾
- 榎本高一捜査課長 - 綾川志剛
- 大林 - 池田まさる
- 中島千花（「淀川紡績」専属デザイナー） - 小山明子
- 編集長 - 笠井一彦
- レポーター - 市東昭彦、杉原未樹
- 検視医 - 山田登是
- 鑑識 - 山本竜二
- 記者 - 永田博丈、なかはら五月、河村剛州
- 田原健介（「淀川紡績」副社長） - 菅原謙次
- 狩矢警部補（京都烏丸署警部補） - 坂上二郎
- 石野マリ子（「東和化成」チーフデザイナー） - 篠ひろ子
- 小島孝夫、鈴木敏彦、引田耕司、桑名通子、岡村敏生、永田エミ、上杉優子、清水睦代、山崎宏美、外村節子、松井久子、小林ゆう子、中村恵美、松田佳子、庄子冴、武藤紀美子、ソフィー・ローマイヤ

### スタッフ（燃えた花嫁・1983年）
- 原作 - 山村美紗『燃えた花嫁』
- 脚本 - 長野洋
- 監督 - 井上芳夫
- 音楽 - 大野正雄
- プロデューサー - 江夏浩一、塙淳一
- 制作 - テレビ朝日、松竹

## 京都鳥獣の寺連続殺人

### キャスト（京都鳥獣の寺連続殺人）
- 湯川彩子（女流作家） - 栗原小巻
- 西郷輝彦、山本學、石橋蓮司、滝田裕介、仲谷昇、仁和令子、中谷一郎、内田朝雄

### スタッフ（京都鳥獣の寺連続殺人）
- 原作 - 山村美紗『鳥獣の寺』
- 脚本 - 長野洋
- 監督 - 井上芳夫
- 音楽 - 山本逸美
- 制作 - テレビ朝日、松竹

## 京都大原殺人事件

### キャスト（京都大原殺人事件）
- 名木麻由子（銀座の画廊のアルバイト） - 片平なぎさ
- 松田文彦（京都大学法学部助手） - 並木史朗
- 水尾潮（水尾家の長男） - 岡本富士太
- 奥山（水尾家の運転手） - 大門正明
- 生野（水尾家の家政婦） - 中原早苗
- 水尾なぎさ（水尾家の長女） - 山村紅葉
- 田沢洋一郎（京都大学法学部教授） - 小泉博
- 狩矢警部 - 井上孝雄
- 杉田雪子（嵐の愛人） - 泉じゅん
- 小夜（嵐の愛人） - 志麻いづみ
- 水尾嵐（水尾家の当主） - 金田龍之介
- 水尾悠子（画廊の客・大原在住） - 山口果林
- 福田公子、村田則男、大原穣子、石川心一

### スタッフ（京都大原殺人事件）
- 原作 - 山村美紗『京都大原殺人事件』
- 脚本 - 長野洋
- 監督 - 井上芳夫
- 音楽 - 山本逸美
- 制作 - テレビ朝日、東京映画新社

## 京都鞍馬殺人事件

### キャスト（京都鞍馬殺人事件）
- 町村佐知子（大学生） - 松原千明
- 櫻木美麗（麗峰の長女） - 白都真理
- 櫻木麗花（麗峰の長男の後妻） - 新藤恵美
- 嵐秀三郎（美麗の恋人・関西歌舞伎の女形） - 片岡秀太郎
- 橋口刑事 - 宍戸錠
- 櫻木麗峰（櫻木流家元） - 岩井半四郎
- 櫻木麗陽（麗峰の弟） - 内藤武敏
- 浜口一郎（佐知子の恋人・大学助教授） - 田村亮
- 長谷川裕二、香椎くに子、麻生美衣、水上保広、伊庭剛、徳永まゆみ、松村康世、西山清孝、大月正太郎、武井三二、白井滋郎、疋田康盛、有島淳平、桂登志子、勝山純子、太田かずよ、桑田範子、鈴川法子、鈴木真由美、井上恭宏、森源太郎

### スタッフ（京都鞍馬殺人事件）
- 原作 - 山村美紗『京都鞍馬殺人事件』
- 脚本 - 長野洋
- 監督 - 井上芳夫
- プロデューサー - 大久保忠幸、上阪久和、塙淳一
- 制作 - テレビ朝日、東映

## 京都新婚旅行殺人事件

### キャスト（京都新婚旅行殺人事件）
- 田中美知子（「南田物産」秘書課勤務） - かとうかずこ
- 朱雀修一郎（「南田物産」営業部長） - 荻島真一
- 南田（「南田物産」社長） - 内藤武敏
- 佐山（「南田物産」専務） - 土屋嘉男
- 南田千津（「南田物産」社長令嬢） - 高沢順子
- 森田一男（「南田物産」営業課長） - 下塚誠
- 朱雀昌子（朱雀の前妻） - 藍とも子
- 昌子の姉 - 高畑淳子
- 京都府警刑事 - 山本耕一
- 南田麗子（南田の妻） - 岡田茉莉子
- 草見潤平、八坂徹、大石修、坂口進也、河田裕史、高橋がんた、池田功、曽川留三子、愛川貴子、鈴木朋子、美咲れい子、八木隆、鹿島信哉

### スタッフ（京都新婚旅行殺人事件）
- 原作 - 山村美紗『京都新婚旅行殺人事件』
- 脚本 - 長野洋
- 監督 - 永野靖忠
- プロデューサー - 須藤實
- 制作 - テレビ朝日、東京映画新社

## 京都不倫旅行殺人事件

### キャスト（京都不倫旅行殺人事件）
- 三原麻知子 - 片平なぎさ
- 野川ユキ（麻知子の友人） - 斉藤とも子
- 矢木次郎（カメラマン） - 新藤栄作
- 石田みどり（麻知子の友人） - 松本ちえこ
- 園田陽一（みどりの不倫相手） - 清水章吾
- 橋口警部補（京都府警の警部補・狩矢の部下） - 伊吹剛
- 杉野（鴨川から転落死した女性の夫） - 石田信之
- 狩矢警部（京都府警の警部） - 横内正
- 中山和夫（みどりの婚約者） - 桑原大輔
- 大垣部長（麻知子の上司） - 平幹二朗
- 本山可久子、桂川京子、星野美恵子、轟謙司、水田裕子、篠原大作、高橋美佳、小池和子、ふくしまとしえ、松尾晶代、奥谷寿美子、岡田和範、森源太郎、富永佳代子

### スタッフ（京都不倫旅行殺人事件）
- 原作 - 山村美紗『京都不倫旅行殺人事件』
- 脚本 - 篠崎好
- 監督 - 池広一夫
- 音楽 - 小六禮次郎
- 制作 - テレビ朝日、東映

## 京都化野殺人事件

### キャスト（京都化野殺人事件）
- 高尾加代子 - 山口果林
- 古畑秋子（保育士） - 友里千賀子
- 三沢健治（加代子の恋人） - 中山仁
- 吉川和美（保育所所長） - 中村晃子
- 刑事 - 中山康司
- 医師 - 酒井郷博
- 旅館の仲居 - 柿沼亜美
- 狩矢警部（京都府警警部） - 坂上二郎
- 秋子の子 - 松川加那
- 舞子（加代子の娘） - 副島詩乃（幼少期：宮内ことみ）
- 磯志摩ミチ（家政婦） - 蜷川有紀
- 橋口警部補（京都府警警部補） - 小野進也
- 高尾まき子（陽一郎の母） - 荒木道子
- 高尾陽一郎（加代子の夫） - 山城新伍

### スタッフ（京都化野殺人事件）
- 原作 - 山村美紗『京都化野殺人事件』
- 脚本 - 長野洋
- 監督 - 野村孝
- 音楽 - 坂田晃一
- プロデューサー - 野木小四郎、塙淳一
- 制作 - テレビ朝日、大映テレビ

## 京都離婚旅行殺人事件

### キャスト（京都離婚旅行殺人事件）
- 沖田カオル（女優） - 伊東ゆかり
- 石田リカ（亜美の友人） - 斉藤慶子
- 野口鮎子（女優・藤田の愛人） - 蜷川有紀
- 北上邦彦（俳優） - 石田信之
- さおり（亜美の友人） - 山村紅葉
- 万田社長（「東西グループ」社長） - 有川博
- 中村亜美（カオルの付き人） - 河野美地子
- 橋口警部補（京都府警の警部補） - 伊庭剛
- 藤田雅也（カオルの婚約者・映画監督） - 田村亮
- 狩矢警部（京都府警の警部） - 山城新伍
- 椎名友美、北野清治、峰蘭太郎、津田尚子、越山初枝、辻有美子、橋本隆志

### スタッフ（京都離婚旅行殺人事件）
- 原作 - 山村美紗『京都離婚旅行殺人事件』
- 脚本 - 猪又憲吾
- 監督 - 池広一夫
- 音楽 - 小六禮次郎
- プロデューサー - 大久保忠幸、亀岡正人、白崎英介
- 制作 - テレビ朝日、東映

## 京都再婚旅行殺人事件

### キャスト（京都再婚旅行殺人事件）
- 中川麻矢 - 沢田亜矢子
- 杉原ユミ（次郎の妻・麻矢の親友） - 佳那晃子
- 杉原太郎（麻矢の夫・「杉原産業」社長） - 中尾彬
- 杉原次郎（太郎の弟） - 江藤潤
- 森亜紀子（太郎の愛人・元秘書） - 萩尾みどり
- 小山（秘書課長） - 岡本富士太
- 北園田ゆうこ（太郎の叔母） - たうみあきこ
- 原田和子（太郎の前妻の妹） - 藍ともこ
- 杉原大造（太郎と次郎の父） - 相馬剛造
- 本間（京都府警の刑事） - 伊庭剛
- 「杉原産業」社員 - 門田俊一、平尾忠尊、館大介
- 管理人 - 岩城力也
- 喫茶店のマスター - 常泉忠通
- 弁護士 - 丸山詠二
- 医師 - 山本泰史
- 看護師 - 瀬戸あかり
- ミタ（「杉原産業」社員） - 宋英徳
- 坊主 - 徳田興人
- 婦警 - 松阪隆子
- 狩矢警部（京都府警の警部） - 黒沢年男

### スタッフ（京都再婚旅行殺人事件）
- 原作 - 山村美紗『京都再婚旅行殺人事件』
- 脚本 - 長野洋
- 監督 - 永野靖忠
- 音楽 - 島津秀雄
- プロデューサー - 野木小四郎、塙淳一
- 制作 - テレビ朝日、大映テレビ

## 京都神戸殺人事件

### キャスト（京都神戸殺人事件）
- 嵯峨秋子（OL） - 浅野ゆう子
- 中川登（洋子の愛人） - 藤岡弘
- 志摩信一（製薬会社の営業マン） - 並木史朗
- 明石夏子（看護婦） - 島村佳江
- 橋口警部補（京都府警の警部補） - 伊庭剛
- 石上洋子（二尊院で秋子たちを撮影した女性） - 伊藤美由紀
- 志摩加代子（志摩の妹） - 林美里
- 芦田進（中川の同僚） - 鹿島信哉
- 伊勢次郎（証券会社社長） - 尾藤イサオ
- 狩矢警部（京都府警の警部） - 山城新伍
- 江上真吾、八坂徹、久里みのる、池田功、加藤真一、遊佐ナオ子、石波義人、田中砂千子、岡昌彦、工藤ゆり

### スタッフ（京都神戸殺人事件）
- 原作 - 山村美紗『京都神戸殺人事件』
- 脚本 - 長野洋
- 監督 - 井上芳夫
- 音楽 - 姫神
- プロデューサー - 須藤實
- 制作 - テレビ朝日、東京映画新社

## 京都マネーゲーム殺人事件

### キャスト（京都マネーゲーム殺人事件）
- 二条鮎子 - 浅野ゆう子
- 北川明彦（「東邦証券」営業マン） - 田村亮
- 中村秋子（鮎子の友人） - 北原佐和子
- 野島加代子（鮎子の友人） - 中島はるみ
- 南田一郎（「東邦証券」営業マン） - 荒木しげる
- 高谷夕子（鮎子、秋子、加代子の友人） - 室井滋
- 狩矢警部（京都府警の警部） - 梅宮辰夫
- 古田将士、古藤芳治、市山登、須永慶、石田圭祐、田貴絢子、清原倫、二村幸則、福田直美、村木勲、山形政彦、石原利恵、林臣子、山田光一

### スタッフ（京都マネーゲーム殺人事件）
- 原作 - 山村美紗『京都マネーゲーム殺人事件』
- 脚本 - 篠崎好
- 監督 - 日高武治
- 制作 - テレビ朝日、東映

## 京都琵琶湖別荘殺人事件

### キャスト（京都琵琶湖別荘殺人事件）
- 西条令子（美術史研究者・京南大学勤務） - 佳那晃子
- 矢部真一（令子の婚約者・建築士） - 国広富之
- 野村陽子（園山の愛人） - 三原じゅん子
- 上原美津子（村岡の愛人・元看護婦） - 池波志乃
- 池理沙子（デザイナー） - 山村紅葉
- 田沢信雄（別荘の前の持ち主） - 睦五郎
- 園山実（代議士） - 長谷川哲夫
- 大山春彦（大山の息子） - 草川祐馬
- 村岡二郎（開業医） - 中山仁
- 大山秋夫（弁護士） - 長門裕之
- 狩矢警部（京都府警の警部） - 若林豪
- 田嶋基吉、宮田圭子、伊庭剛、ただのあつ子、江崎和代、新藤竜平、池田佳奈美、渕上大二郎、滝川竜夫、酒井久美子、花岡秀樹、建みさと、安藤明子

### スタッフ（京都琵琶湖別荘殺人事件）
- 原作 - 山村美紗『琵琶湖別荘殺人事件』
- 脚本 - 長野洋
- 監督 - 永野靖忠
- 制作 - テレビ朝日、大映テレビ

## 京都二年坂殺人事件

### キャスト（京都二年坂殺人事件）
- 江夏冬子（京都府警の女性検視官） - 秋野暢子
- 仲田（京都府警の刑事） - 三浦浩一
- 大和田ユリ（「東西薬品」社長令嬢） - 安孫子里香
- 大和田太郎（「東西薬品」社長） - 南原宏治
- 黒田晴彦（「東西薬品」専務） - 渥美国泰
- 狩矢警部（京都府警の警部） - 山城新伍
- 山村紅葉、遠藤征慈、伊庭剛、平野稔、池田道枝、中平良夫、菅野玲子、秋間登、藤木聖子、曽雌達人、工藤ゆり、村山曜子、小室穣

### スタッフ（京都二年坂殺人事件）
- 原作 - 山村美紗『京都二年坂殺人事件』
- 脚本 - 長野洋
- 監督 - 日高武治
- 音楽 - 津島利章
- プロデューサー - 津島平吉、大熊邦也
- 制作 - 朝日放送、東宝

## 京都島原殺人事件

### キャスト（京都島原殺人事件）
- 沢木麻沙子（ニュースキャスター） - 加納みゆき
- 朝田克也（カメラマン） - 国広富之
- 江木さとる（俳優） - 北詰友樹
- 吉野千代（芸妓） - 山本みどり
- 川村友子（京都府警の刑事） - 山村紅葉
- 酒井路恵（千代の付き人） - 松木路子
- 冬川健二（代議士） - 田口計
- 上草二郎（さとるの事務所のボス） - 小野進也
- 橋口警部補（京都府警の警部補） - 伊庭剛
- 吉野さくら（千代の妹） - 大橋雅子
- ディレクター - 麻生敬
- 置き屋 - 近江輝子
- 冬川の秘書 - 萩原郁三
- 芸妓 - 富鶴、豆ひな
- 狩矢警部（京都府警の警部） - 若林豪
- 花扇太夫、山川弘子、三星登史子、橋本亜矢子、柳園子、藤井和男、桂登志子

### スタッフ（京都島原殺人事件）
- 原作 - 山村美紗『京都島原殺人事件』
- 脚本 - 長野洋
- 監督 - 井上芳夫
- プロデューサー - 野木小四郎、塙淳一
- 制作 - テレビ朝日、大映テレビ

## 京都・天の橋立殺人事件

### キャスト（京都・天の橋立殺人事件）
- 町村佐知子（ペーパーアート店経営者） - 柏原芳恵
- 内川奈美（田辺の元恋人・「京和証券」元社員） - 三原じゅん子
- 田辺麻里子（田辺の婚約者） - 山村紅葉
- 野田エミ（「京和証券」営業部勤務） - 松本友里
- 工藤恵子（看護婦） - 三田篤子
- 田辺すみ子（看護婦） - 大橋雅子
- 杉崎優子（杉崎の妻） - 藤奈津子
- 橋口警部補（京都府警の警部補） - 伊庭剛
- 杉崎二郎（「京和証券」営業部勤務） - 山内としお
- 田辺義彦（エミの上司・すみ子の叔父） - 水上保広
- 狩矢警部（京都府警の警部） - 若林豪
- 浜口一郎（佐知子の恋人・京南大学助教授） - 榎木孝明
- 松村康世、森岡いずみ、桑田範子、五十嵐義弘、波多野博

### スタッフ（京都・天の橋立殺人事件）
- 原作 - 山村美紗『天の橋立殺人事件』
- 脚本 - 岡田正代
- 監督 - 井上芳夫
- 制作 - テレビ朝日、東映

## 京都－飛鳥路の旅殺人事件

### キャスト（京都－飛鳥路の旅殺人事件）
- 中川亜矢子（女優） - 柏原芳恵
- 遠藤ユキ（亜矢子の付き人） - 西村知美
- 大西秋彦（亜矢子の恋人・小説家） - 北詰友樹
- 小田悟（編集者） - 桂三木助
- 野上悠子（女流作家） - 山村紅葉
- 矢島（弁護士） - 相馬剛三
- 津村春雄（元作家） - 伊東達広
- 大西夏彦（大西の兄） - 中野誠也
- 大西文子（夏彦の妻） - 中島ゆたか
- 狩矢警部（京都府警の警部） - 若林豪
- 神山寛、可知靖之、立花一男、児玉泰次、島英臣、芳野尹孝、池田功、鹿島信哉、松永忍、田代忠雄、加藤正記、東田達夫、福山龍次、佐久間由香

### スタッフ（京都－飛鳥路の旅殺人事件）
- 原作 - 山村美紗『愛の飛鳥路殺人事件』
- 脚本 - 長野洋
- 監督 - 井上芳夫
- 制作 - テレビ朝日、東京映画新社

## 愛の立待岬

### キャスト（愛の立待岬）
- 橋口一夫（京都府警の警部補） - 三田村邦彦
- 橋口正枝（一夫と舞子の母） - 春川ますみ
- 中山夏彦（舞子の夫・大学教授） - 寺泉憲
- 森麻里子（舞子の友人） - 山村紅葉
- 北川（函館北署の警部補） - 大門正明
- 谷川映子（中山の元恋人） - 辻沢杏子
- 橋口舞子（一夫の妹） - 筒井由美子
- 京都府警刑事 - 長沢大
- 吉村（舞子の元恋人） - 佐々木誠人
- 小川恵美（舞子の友人） - 伊落卯木
- 京都府警刑事 - 宮城健太郎
- 函館北署刑事 - 佐藤孝輔
- 小林（旅行会社の事務員） - 白井真木
- 伏見由美子の母 - 北島京子
- 狩矢警部（京都府警の警部） - 横内正
- 伏見由美子（中山の知人・医師） - 沢田亜矢子
- ホテル支配人 - 轟謙司（ノンクレジット）
- 伊藤智之、野口寛

### スタッフ（愛の立待岬）
- 原作 - 山村美紗『愛の立待岬』
- 脚本 - 長野洋
- 監督 - 合月勇
- プロデューサー - 野木小四郎、佐藤凉一
- 制作 - テレビ朝日、大映テレビ

## 受験戦争殺人時代

### キャスト（受験戦争殺人時代）
- 石田亜木子（高校教師） - 片平なぎさ
- 田辺栄一（予備校講師） - 内藤剛志
- 上杉江里子（高校3年生・由美子の友人） - 森下桂
- 真野浩司（英語教師） - 山口仁
- 柴崎夏美（教師） - 山村紅葉
- 野沢由美子（自殺した生徒） - 佐藤友紀
- 野沢朝子（由美子の妹） - 笹峰愛
- 江木二郎（高校3年生） - 大森嘉之
- 江木の父 - うえだ峻
- 若木明（城南大学助教授） - 大場健二
- 浅井裕幸（予備校講師） - 鈴木ヒロミツ
- 仁科隆（教師） - 斉藤洋介
- 黒田伸夫（美術教室） - でんでん
- 須藤（教頭） - 島田順司
- 沼沢（山手警察署の刑事） - 大石吾朗
- 笠井（山手警察署の捜査主任） - 上田耕一
- 野沢の母 - 大原真理子
- 江木の母 - 金沢喜久子
- 生徒 - 織原かおり、高橋千晶、田村美保
- 堀川進（野球部エース） - 曽根英樹
- 谷川真理（堀川の恋人） - 愛賀あいり
- 江連健司、石丸ひろし、寺田徹、小池有理花

### スタッフ（受験戦争殺人時代）
- 原作 - 山村美紗『受験戦争殺人時代』
- 脚本 - 長野洋
- 監督 - 岡屋龍一
- プロデューサー - 野木小四郎、千原博司、塙淳一
- 制作 - テレビ朝日、大映テレビ

## 愛の摩周湖殺人事件

### キャスト（愛の摩周湖殺人事件）
- 岡田美加（洋介の娘・フリーライター） - 水野真紀
- 狩矢和雄（京都府警の警部） - 田村亮
- 西沢明（「サンライズフード」社員） - 石橋保
- 根本麻紀子（料亭の女将） - 山村紅葉
- 大林麗子（洋介のアシスタント） - 星遙子
- 富田憲吉（「サンライズフード」釧路支社長） - 佐々木勝彦
- 井口敬太（弟子屈署刑事） - 新井康弘
- 川村光夫（「サンライズフード」釧路支社員） - 宮川浩
- 藤城勇（弟子屈署刑事） - 青木卓司
- 野沢雪子（「サンライズフード」のライバル会社の社長） - 佳那晃子
- 家政婦 - 松本じゅん
- 岸俊平（「サンライズフード」専務） - 清水章吾
- 岡田洋介（「サンライズフード」社長） - 竜雷太
- 宮本充、斉藤典子、加藤たけはる、原央、瀬田桃吉、田村美智子、藤田浩史、佐藤法義、窪園純一、坂本直季、鈴木公介、西村美登里、小黒万里、伊藤美樹、小野寺節子

### スタッフ（愛の摩周湖殺人事件）
- 原作 - 山村美紗『愛の摩周湖殺人事件』
- 脚本 - 吉田剛
- 監督 - 吉田啓一郎
- プロデューサー - 大久保忠幸、池ノ上雄一、佐藤凉一、高橋浩太郎
- 制作 - テレビ朝日、東映

## 燃えた花嫁（1999年）

### キャスト（燃えた花嫁・1999年）
- 小峰悠（モデル・大西の婚約者） - 沢口靖子
- 大西圭佑（「日進繊維」広報部長） - 船越英一郎
- 石野マリ子（「日進繊維」デザイナー） - 山下容莉枝
- 野村香（「エレーヌ」広報室長） - 山村紅葉
- 橋口刑事（京都府警の刑事） - 上杉祥三
- 多岐村みどり（女優） - 今村恵子
- 水木理沙子（モデル） - 鈴木奈穂
- 山倉荘八郎（「日進繊維」専務） - 波多野博
- 科学捜査研究所技官 - 窪田弘和
- レポーター - 丹羽美奈子
- 田原清隆（「エレーヌ」副社長） - 中山仁
- 神保加奈（ファッションカメラマン） - 未來貴子
- 結婚式場の警備員 - 松永吉訓
- 美咲（大西と加奈の娘） - 岡本伊代
- 昆虫採集の少年 - 塩賀淳平
- 中島千花（「エレーヌ」デザイナー） - 一色彩子
- 狩矢警部（京都府警の警部） - 田村亮
- 河合綾子、川鶴晃弘、西村龍弥、上田こずえ、峰蘭太郎、國本鍾建、山田永二

### スタッフ（燃えた花嫁・1999年）
- 原作 - 山村美紗『燃えた花嫁』
- 脚本 - 渡辺善則
- 監督 - 齋藤光正
- プロデューサー - 上阪久和、角田美華、今木清志
- 制作 - テレビ朝日、東映

## 京都・在原業平殺人事件

### キャスト（京都・在原業平殺人事件）
- 早川明子（フリーライター） - 石田ゆり子
- 細川和也（京南大学助教授） - 伊原剛志
- 大杉美子（大杉の長女） - 長谷川真弓
- 伊達麻里子（京南大学講師） - 山村紅葉
- 大杉麗子（京南大学の次女） - 古川理科
- 野田秋男（京南大学助教授） - 米山善吉
- 露木豊（明美の従兄・京南大学助教授） - 川原和久
- 伊勢静也（京南大学講師） - 東海林寿剛
- 井上千春（京南大学講師） - 新保あさ
- 井上義則（千春の弟） - 俊藤光利
- 京南大学学長 - 唐沢民賢
- 看護婦 - 小松裕奈
- 医師 - 山浦栄
- 京南大学職員 - 泉福之助
- 編集長（明子の上司） - 朱源実
- 磯崎刑事（京都府警の刑事） - 住若博之
- 橋口刑事（京都府警の刑事） - 吉田継昭
- 大杉小夜子（大杉の後妻） - 仙北谷和子
- 大杉誠（京南大学教授） - 木村元
- 狩矢警部（京都府警の警部） - 田村亮
- 岩崎智江、山田アキラ、高月忠、岡野耕作、岩崎歩、瀬田桃吉、加藤岳史、小林操、澤田誠志、山本直輝

### スタッフ（京都・在原業平殺人事件）
- 原作 - 山村美紗・西村京太郎『在原業平殺人事件』
- 脚本 - 深沢正樹
- 監督 - 松原信吾
- プロデューサー - 大久保忠幸、中曽根千治、高橋浩太郎
- 制作 - テレビ朝日、東映

## 不倫の旅連続殺人

### キャスト（不倫の旅連続殺人）
- 西園亜沙子（西園物産社員・秀之助の後妻） - とよた真帆
- 西園秀之助（西園物産社長） - 寺田農
- 泉万理子（達也の妻・秀之助の娘） - 濱田万葉
- 野本咲子（家政婦） - 山村紅葉
- 大狩（西新宿署警部） - 山形恵介
- 島崎（西新宿署刑事） - 尾形大作
- 南木洋一（亜沙子の恋人・フリージャーナリスト） - 柄沢次郎
- 川口守（元運転手） - 秋間登
- 西園時枝（西園の前妻） - 志水季里子
- 鈴木（西新宿署刑事） - 鉄野正豊
- 南木千恵（洋一の母） - 木村翠
- 太田信子（家政婦） - 沢田亜矢子
- 西園物産社員 - 本田清澄
- 西園物産フロント係 - 星野敬一
- 泉達也（万理子の夫・社長秘書） - 西村和彦

### スタッフ（不倫の旅連続殺人）
- 原作 - 山村美紗『残酷な旅路』
- 脚本 - 安本莞二
- 監督 - 上杉尚祺
- プロデューサー - 野木小四郎、塙淳一
- 制作 - テレビ朝日、大映テレビ

## 京都の祭に人が死ぬ

### キャスト（京都の祭に人が死ぬ）
- 河上加奈子（ルポライター） - 松下由樹
- 河上康夫（加奈子の夫） - 大浦龍宇一
- 杉井美知代（杉井の娘・康夫の幼馴染） - 高橋かおり
- 高瀬正文（康夫の同僚） - 井田國彦
- 長友警部補（京都東署の警部補） - 木村栄
- 田村刑事（京都東署の刑事） - 竜川剛
- 柳田淳（春子の長男） - 浅田拓哉
- 三林由美（久子の妹・芸妓） - 園英子
- 三林正文（由美の隠し子） - 森田直幸
- 小笠原信夫（康夫の同僚） - 武本裕史
- 小笠原千春（小笠原の妻） - 一紗まひろ
- 林信江（春子の従姉） - 山田スミ子
- 花村久子（置屋の女将） - 雪代敬子
- 袴田刑事（京都東署の刑事） - 小山かつひろ
- 河上正臣（康夫の父・故人） - 浅田祐二
- 小島明美 - 熊倉智恵
- 小島幸夫 - 佐久間英之
- 横内香 - 室伏ひかり
- 横内信夫 - 島崎貞夫
- 主婦（迷子の女の子の母親） - 上田こずえ
- 幼女（迷子の女の子） - 大野風花
- 銀行員 - 窪田弘和
- 「京栄商事」受付係 - 山本容子
- 柳田透（春子の次男） - 北畑翔也
- 柳田春子（康夫の姉） - 山村紅葉
- 杉井剛志（「京栄商事」副社長） - 長門裕之
- 河上貞子（康夫の母） - 山本陽子
- 高橋ユミ、野貴葵、森つばさ

### スタッフ（京都の祭に人が死ぬ）
- 原作 - 山村美紗『京都の祭に人が死ぬ』
- 脚本 - 旺季志ずか
- 監督 - 和泉聖治
- プロデューサー - 浦井孝行、岡本俊次、今木清志
- 制作 - テレビ朝日、国際放映

## 地獄坂の復讐殺人!

### キャスト（地獄坂の復讐殺人!）
- 広田由紀子（フリーレポーター） - 酒井美紀
- 林雄一（弁護士） - 小野寺昭（青年期：宮津康弘）
- 中道文絵（「中道企画会社」社長・本名は小川恵理子） - 山村紅葉
- 広田信一郎（染織家） - 寺泉憲
- 池田和男（阿波藍工房の職人） - 鶴田忍
- 植木静江 - 那須佐代子
- 加菜子（静江の姉） - 朝加真由美
- 湯浅（徳島中央署刑事） - でんでん
- 猪沢（京都桂川署刑事） - 池田政典
- 小川定夫（阿波藍工房従業員） - 大林丈史
- 私立探偵 - 菊池隆則
- 小川定夫の隣人 - 灰地順
- 隣人 - 渡辺凛賀
- 小川定夫の妻 - 志乃原良子
- 三田村雅也 - 夏山剛一
- 植木信江（静江の娘） - 松原味椰緋
- 林美香（林の娘） - 山田莉央
- 田沢次郎（カメラマン・本名は小川明夫） - 高嶋政宏
- 宮路佳伴、武田博之、大西明子、杉山陽子、松岡仲泰、平澤洋爾、山西賢志、七瀬忍、永田沙紀、辻千春、植野瑚子

### スタッフ（地獄坂の復讐殺人!）
- 原作 - 山村美紗『小樽地獄坂の殺人』
- 脚本 - 旺季志ずか、吉村操
- 監督 - 岡本弘
- 音楽 - 長谷部徹
- プロデューサー - 仁平知世、樋口優香、三輪祐見子
- 制作 - テレビ朝日、東宝

## 放送日程
| 回数 | 放送日         | タイトル                 | 主演       | 狩矢警部役 | 原作                         | 脚本              | 監督       |
| ---- | -------------- | ------------------------ | ---------- | ---------- | ---------------------------- | ----------------- | ---------- |
| 1    | 1979年6月23日  | マラッカの海に消えた     | 三田佳子   | -          | 『マラッカの海に消えた』     | 長野洋            | 山本邦彦   |
| 2    | 1980年2月26日  | 黒の環状線               | 安奈淳     | -          | 『黒の環状線』               | 長野洋            | 土井茂     |
| 3    | 1980年5月24日  | 映画村殺人事件           | 田村正和   | -          | 『映画村殺人事件』           | 中島貞夫 関本郁夫 | 中島貞夫   |
| 4    | 1983年9月10日  | 燃えた花嫁               | 田村正和   | 坂上二郎   | 『燃えた花嫁』               | 長野洋            | 井上芳夫   |
| 5    | 1984年4月7日   | 京都鳥獣の寺連続殺人     | 栗原小巻   | -          | 『鳥獣の寺』                 | 長野洋            | 井上芳夫   |
| 6    | 1985年5月4日   | 京都大原殺人事件         | 片平なぎさ | -          | 『京都大原殺人事件』         | 長野洋            | 井上芳夫   |
| 7    | 1986年2月8日   | 京都鞍馬殺人事件         | 松原千明   | -          | 『京都鞍馬殺人事件』         | 長野洋            | 井上芳夫   |
| 8    | 1986年7月12日  | 京都新婚旅行殺人事件     | 岡田茉莉子 | -          | 『京都新婚旅行殺人事件』     | 長野洋            | 永野靖忠   |
| 9    | 1986年11月1日  | 京都不倫旅行殺人事件     | 片平なぎさ | 横内正     | 『京都不倫旅行殺人事件』     | 篠崎好            | 池広一夫   |
| 10   | 1987年3月7日   | 京都化野殺人事件         | 山口果林   | 坂上二郎   | 『京都化野殺人事件』         | 長野洋            | 野村孝     |
| 11   | 1987年5月9日   | 京都離婚旅行殺人事件     | 伊東ゆかり | 山城新伍   | 『京都離婚旅行殺人事件』     | 猪又憲吾          | 池広一夫   |
| 12   | 1988年5月7日   | 京都再婚旅行殺人事件     | 沢田亜矢子 | 黒沢年男   | 『京都再婚旅行殺人事件』     | 長野洋            | 永野靖忠   |
| 13   | 1988年7月9日   | 京都神戸殺人事件         | 浅野ゆう子 | 山城新伍   | 『京都神戸殺人事件』         | 長野洋            | 井上芳夫   |
| 14   | 1989年4月29日  | 京都マネーゲーム殺人事件 | 浅野ゆう子 | 梅宮辰夫   | 『京都マネーゲーム殺人事件』 | 篠崎好            | 日高武治   |
| 15   | 1990年5月5日   | 京都琵琶湖別荘殺人事件   | 佳那晃子   | 若林豪     | 『琵琶湖別荘殺人事件』       | 長野洋            | 永野靖忠   |
| 16   | 1990年11月17日 | 京都二年坂殺人事件       | 秋野暢子   | 山城新伍   | 『京都二年坂殺人事件』       | 長野洋            | 日高武治   |
| 17   | 1990年12月1日  | 京都島原殺人事件         | 加納みゆき | 若林豪     | 『京都島原殺人事件』         | 長野洋            | 井上芳夫   |
| 18   | 1992年1月25日  | 京都・天の橋立殺人事件   | 柏原芳恵   | 若林豪     | 『天の橋立殺人事件』         | 岡田正代          | 井上芳夫   |
| 19   | 1992年11月14日 | 京都－飛鳥路の旅殺人事件 | 柏原芳恵   | 若林豪     | 『愛の飛鳥路殺人事件』       | 長野洋            | 井上芳夫   |
| 20   | 1993年4月10日  | 愛の立待岬               | 三田村邦彦 | 横内正     | 『愛の立待岬』               | 長野洋            | 合月勇     |
| 21   | 1994年3月5日   | 受験戦争殺人時代         | 片平なぎさ | -          | 『受験戦争殺人時代』         | 長野洋            | 岡屋龍一   |
| 22   | 1998年2月7日   | 愛の摩周湖殺人事件       | 水野真紀   | 田村亮     | 『愛の摩周湖殺人事件』       | 吉田剛            | 吉田啓一郎 |
| 23   | 1999年1月23日  | 燃えた花嫁               | 沢口靖子   | 田村亮     | 『燃えた花嫁』               | 渡辺善則          | 齋藤光正   |
| 24   | 1999年2月27日  | 京都・在原業平殺人事件   | 石田ゆり子 | 田村亮     | 『在原業平殺人事件』         | 深沢正樹          | 松原信吾   |
| 25   | 2003年5月3日   | 不倫の旅連続殺人         | とよた真帆 | -          | 『残酷な旅路』               | 安本莞二          | 上杉尚祺   |
| 26   | 2003年10月11日 | 京都の祭に人が死ぬ       | 松下由樹   | -          | 『京都の祭に人が死ぬ』       | 旺季志ずか        | 和泉聖治   |
| 27   | 2006年9月2日   | 地獄坂の復讐殺人!        | 酒井美紀   | -          | 『小樽地獄坂の殺人』         | 旺季志ずか 吉村操 | 岡本弘     |